# قلعه و پای قلعه کلیشم
قلعه و پای قلعه کلیشم مربوط به عصر آهن - دوره اسماعیلیه است و در شهرستان رودبار، بخش عمارلو، روستای کلیشم واقع شده و این اثر در تاریخ ۱۱ شهریور ۱۳۸۲ با شمارهٔ ثبت ۹۹۳۲ به‌عنوان یکی از آثار ملی ایران به ثبت رسیده‌است.